# Bacopa sessiliflora
Bacopa sessiliflora är en grobladsväxtart som först beskrevs av George Bentham, och fick sitt nu gällande namn av August Adriaan Pulle. Bacopa sessiliflora ingår i släktet tjockbladssläktet, och familjen grobladsväxter. Inga underarter finns listade i Catalogue of Life.